# ميليسا مور (منافسة ألعاب القوى)
ميليسا مور (بالإنجليزية: Melissa Moore)‏ هي منافسة ألعاب القوى أسترالية، ولدت في 7 يونيو 1968.

## وصلات خارجية
- ميليسا مور على موقع النتائج التاريخية لألعاب القوى الأسترالية (الإنجليزية)
- ميليسا مور على موقع أوليمبيديا (الإنجليزية)
- ميليسا مور على موقع اللجنة الأولمبية الأسترالية (الإنجليزية)